# Tricky

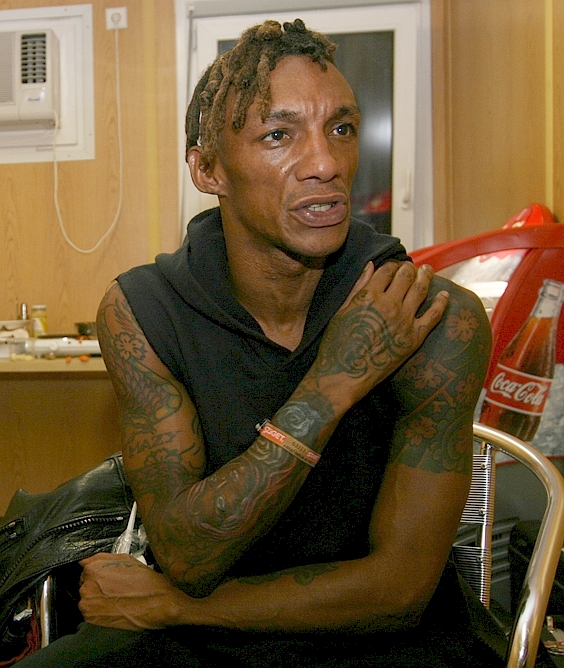
Tricky (2009)

Tricky (* 27. Januar 1968 in Bristol, England, eigentlich Adrian Nicholas Matthews Thaws) ist ein britischer Rapper, Musiker, Produzent und Schauspieler. Tricky gilt als einer der wichtigsten Protagonisten der Trip-Hop-Bewegung, obwohl er selbst diese Genrebezeichnung ablehnt.

## Biografie
Thaws' Kindheit und Jugend waren geprägt durch die Abwesenheit seines Vaters, den er nie kennenlernte, und den Suizid der Mutter, als er vier Jahre alt war. Nach seiner Mutter Maxine Quaye benannte Tricky später sein erstes Soloalbum.
Tricky war zunächst als befreundeter Gastmusiker auf den ersten beiden Alben der Bristoler Musikgruppe Massive Attack tätig, gehörte jedoch niemals offiziell zu der Band. 1994 trennte er sich von der Gruppe und begann eine Solokarriere. 1995 veröffentlichte er zusammen mit Martina Topley-Bird sein erstes Soloalbum Maxinquaye, das ein Verkaufsschlager wurde und bis heute als Meilenstein und Pionieralbum des Trip-Hop gilt. Mit seiner plötzlichen internationalen Berühmtheit und dem folgenden Medieninteresse konnte sich Tricky nur schwer anfreunden. So äußert er sich in Interviews und auch in seinen Songs Tricky Kid oder For Real kritisch gegenüber Journalismus und Musikindustrie.
Sein musikalisches Gesamtwerk ist nicht eindeutig einer Musikrichtung zuzuordnen. Nach Maxinquaye experimentierte er auf späteren Alben mit Musikstilen wie Reggae, Rock und Hip-Hop. Jedoch konnte er damit nie an den Erfolg seines Erstlings anknüpfen – weder in Hinsicht auf die Verkäufe, noch im Hinblick auf das Feedback durch die Kritik. Sein elftes Album Vulnerable tendiert gen Rock, obwohl es dennoch die typischen Züge des Tricky-Sounds aufweist. Im Juli 2008 erschien ein Studioalbum mit dem Titel Knowle West Boy auf dem Plattenlabel Domino. Knowle West ist der Name des Stadtviertels von Bristol, in dem er aufwuchs. Im Dezember 2009 veröffentlichte Tricky gemeinsam mit dem Dub-Kollektiv South Rakkas Crew das Album Tricky Meets South Rakkas Crew bei Domino. Im Mai 2013 erschien sein Album False Idols, auf dem Tricky mit Künstlern wie Peter Silberman (The Antlers) und Nneka zusammenarbeitete. Das unter seinem realen Namen Adrian Thaws erschienene Album von 2014 erhielt teilweise sehr schlechte Kritiken.
Als Schauspieler kann man ihn in dem Luc-Besson-Spielfilm Das fünfte Element an der Seite von Bösewicht Gary Oldman sehen. In weiteren Filmen (Go Now, Clean) verkörperte er stets sich selbst. 2005 sah man ihn im amerikanischen Fernsehen in der Serie Girlfriends in mehreren Episoden als Leader einer Band. Im Jahr 2008 hat er sein Regiedebüt Brown Punk veröffentlicht, in dem er selbst auch mitspielt und in dessen Soundtrack sich Bands von Trickys Plattenlabel Brown Punk wiederfinden.
Seit 2015 lebt und arbeitet Tricky in Berlin. 2016 veröffentlichte er das Kollaborationsalbum Skilled Mechanics mit DJ Milo & Luke Harris. 2017 folgte Ununiform, das Tricky während eines Aufenthaltes in Moskau konzipierte. Es enthält Features unter anderem von Martina Topley-Bird, der Filmregisseurin Asia Argento und dem russischen Rapper Smoky Mo.
Im Mai 2020 erschien Trickys EP 20,20; im Juni desselben Jahres kündigte die Single Fall Please das 14. Tricky-Album Fall To Pieces an. Der Online-Radiosender ByteFM bezeichnete die Single mit der Sängerin Marta Złakowska als „für Tricky-Verhältnisse sehr eingängig“.

## Diskografie

### Studioalben
| Jahr | Titel                   | Höchstplatzierung, Gesamtwochen, AuszeichnungChartplatzierungen (Jahr, Titel, Platzierungen, Wochen, Auszeichnungen, Anmerkungen) | Höchstplatzierung, Gesamtwochen, AuszeichnungChartplatzierungen (Jahr, Titel, Platzierungen, Wochen, Auszeichnungen, Anmerkungen) | Höchstplatzierung, Gesamtwochen, AuszeichnungChartplatzierungen (Jahr, Titel, Platzierungen, Wochen, Auszeichnungen, Anmerkungen) | Höchstplatzierung, Gesamtwochen, AuszeichnungChartplatzierungen (Jahr, Titel, Platzierungen, Wochen, Auszeichnungen, Anmerkungen) | Höchstplatzierung, Gesamtwochen, AuszeichnungChartplatzierungen (Jahr, Titel, Platzierungen, Wochen, Auszeichnungen, Anmerkungen) | Anmerkungen                                                      |
| Jahr | Titel                   | DE | AT | CH | UK | US | Anmerkungen                                                      |
| ---- | ----------------------- | --- | --- | --- | --- | --- | ---------------------------------------------------------------- |
| 1995 | Maxinquaye              | DE76 (8 Wo.)DE | — | — | UK3 Gold · (51 Wo.)UK | — | Erstveröffentlichung: 20. Februar 1995                           |
| 1996 | Nearly God              | — | — | — | UK10 (5 Wo.)UK | — | Erstveröffentlichung: 29. April 1996 als Nearly God              |
| 1996 | Pre-Millennium Tension  | DE69 (1 Wo.)DE | — | — | UK30 Silber · (6 Wo.)UK | US140 (6 Wo.)US | Erstveröffentlichung: 11. November 1996                          |
| 1998 | Angels with Dirty Faces | DE48 (2 Wo.)DE | — | — | UK23 (3 Wo.)UK | US84 (3 Wo.)US | Erstveröffentlichung: 25. Mai 1998                               |
| 1999 | Juxtapose               | DE41 (4 Wo.)DE | AT23 (5 Wo.)AT | CH35 (3 Wo.)CH | UK22 (3 Wo.)UK | US182 (1 Wo.)US | Erstveröffentlichung: 16. August 1999 mit DJ Muggs & Dame Grease |
| 2001 | Blowback                | DE48 (9 Wo.)DE | AT5 (12 Wo.)AT | CH33 (12 Wo.)CH | UK34 (3 Wo.)UK | US138 (2 Wo.)US | Erstveröffentlichung: 2. Juli 2001                               |
| 2003 | Vulnerable              | DE65 (2 Wo.)DE | AT67 (1 Wo.)AT | CH27 (5 Wo.)CH | UK88 (1 Wo.)UK | — | Erstveröffentlichung: 19. Mai 2003                               |
| 2008 | Knowle West Boy         | DE95 (1 Wo.)DE | AT35 (7 Wo.)AT | CH25 (6 Wo.)CH | UK63 (1 Wo.)UK | US147 (1 Wo.)US | Erstveröffentlichung: 7. Juli 2008                               |
| 2010 | Mixed Race              | — | — | CH99 (1 Wo.)CH | — | — | Erstveröffentlichung: 27. September 2010                         |
| 2013 | False Idols             | DE83 (1 Wo.)DE | AT34 (2 Wo.)AT | CH30 (3 Wo.)CH | UK66 (1 Wo.)UK | US149 (1 Wo.)US | Erstveröffentlichung: 23. Mai 2013                               |
| 2014 | Adrian Thaws            | — | — | CH63 (1 Wo.)CH | — | — | Erstveröffentlichung: 8. September 2014                          |
| 2016 | Skilled Mechanics       | — | — | — | — | — | Erstveröffentlichung: 22. Januar 2016                            |
| 2017 | Ununiform               | — | — | CH47 (1 Wo.)CH | — | — | Erstveröffentlichung: 22. September 2017                         |
| 2020 | Fall to Pieces          | — | — | CH49 (2 Wo.)CH | UK69 (1 Wo.)UK | — | Erstveröffentlichung: 4. September 2020                          |

### EPs
| Jahr | Titel         | Höchstplatzierung, Gesamtwochen, AuszeichnungChartsChartplatzierungen (Jahr, Titel, Platzierungen, Wochen, Auszeichnungen, Anmerkungen) | Anmerkungen                                     |
| Jahr | Titel         | UK | Anmerkungen                                     |
| ---- | ------------- | --- | ----------------------------------------------- |
| 1995 | The Hell E.P. | UK12 (3 Wo.)UK | Erstveröffentlichung: Juli 1995 mit Gravediggaz |

### Singles
| Jahr | Titel Album                                         | Höchstplatzierung, Gesamtwochen, AuszeichnungChartsChartplatzierungen (Jahr, Titel, Album, Platzierungen, Wochen, Auszeichnungen, Anmerkungen) | Anmerkungen                                               |
| Jahr | Titel Album                                         | UK | Anmerkungen                                               |
| ---- | --------------------------------------------------- | --- | --------------------------------------------------------- |
| 1994 | Aftermath Maxinquaye                                | UK69 (2 Wo.)UK | Erstveröffentlichung: Januar 1994                         |
| 1994 | Overcome Maxinquaye                                 | UK34 (3 Wo.)UK | Erstveröffentlichung: Dezember 1994                       |
| 1995 | Black Steel Maxinquaye                              | UK28 (3 Wo.)UK | Erstveröffentlichung: April 1995                          |
| 1995 | Pumpkin Maxinquaye                                  | UK26 (2 Wo.)UK | Erstveröffentlichung: Oktober 1995 feat. Alison Goldfrapp |
| 1996 | Poems Nearly God                                    | UK28 (2 Wo.)UK | Erstveröffentlichung: April 1996 als Nearly God           |
| 1996 | Christiansands Pre-Millennium Tension               | UK36 (2 Wo.)UK | Erstveröffentlichung: Oktober 1996                        |
| 1997 | Tricky Kid Pre-Millennium Tension                   | UK28 (3 Wo.)UK | Erstveröffentlichung: Januar 1997                         |
| 1997 | Makes Me Wanna Die Pre-Millennium Tension           | UK29 (2 Wo.)UK | Erstveröffentlichung: April 1997                          |
| 1998 | Money Greedy / Broken Homes Angels with Dirty Faces | UK25 (2 Wo.)UK | Erstveröffentlichung: Mai 1998 feat. PJ Harvey            |
| 1999 | For Real Mind Bomb                                  | UK45 (2 Wo.)UK | Erstveröffentlichung: August 1999                         |